# Fritz Kohlrausch
Karl Wilhelm Friedrich (Fritz) Kohlrausch, född 6 juli 1884, död 17 juni 1953, var en österrikisk fysiker. Han var sonson till Rudolf Kohlrausch.
Fritz Kohlrausch blev filosofie doktor vid Wiens universitet 1907, erhöll professors titel 1919, och blev professor vid tekniska högskolan i Graz 1920. Kohlrausch behandlade i talrika arbeten skilda områden av fysiken, bland annat luftelektricitet, optik, molekylstruktur och radioaktivitet. Synnerligen omfattande undersökningar genomförde Kohlrausch och hans medarbetare över Ramaneffekten. Bland Kohlrauschs skrifter märks Radioaktivität (i Handbuch der Experimentalphysik, 15, 1928) och Der Smekal-Ramaneffekt (2 band, 1931–1938).